# Падуб звичайний
Падуб звичайний (Ilex aquifolium) — рослина з роду падуб, що єдиний у родині падубових. Росте в країнах Західної і Південної Європи, Північно-Західної Африки і Південно-Західної Азії. Отруйна рослина.

## Біологічний опис

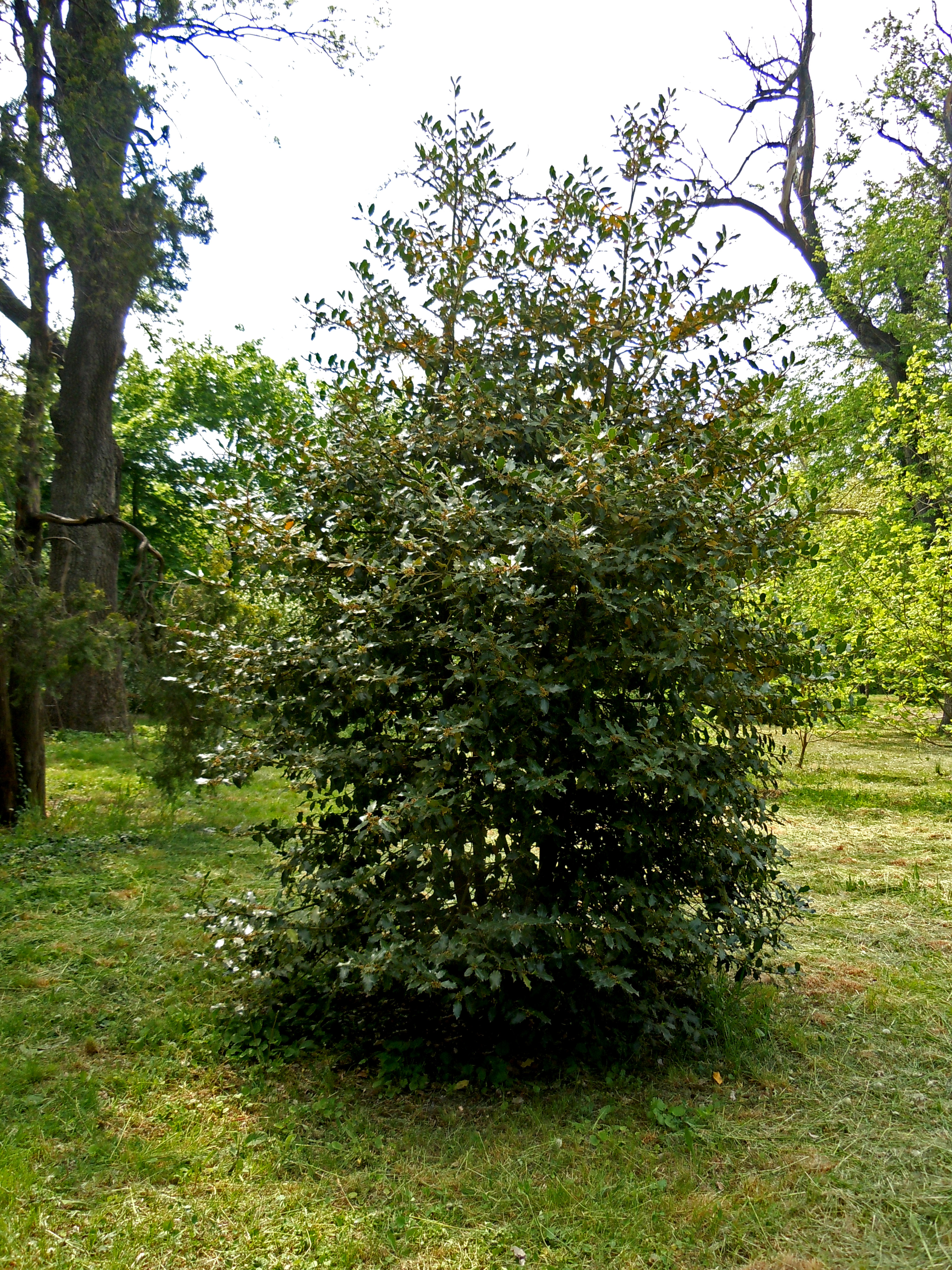
Молоде деревце падуба в Одеському ботанічному саду

Вічнозелене дерево висотою 10—25 м з діаметром стовбура 30—80 см. Кора дерева сіра гладка. Листя шкірясте. Еліптичне або яйцеподібне, темно-зелене, блискуче згори і світло-зелене знизу, 5—12 см довжиною і 2—6 см шириною. Краї листя зазубрені і хвилясто вигнуті. Розміщення почергове. Квітки двостатеві дрібні білі невиразні з чотирма пелюстками. Плоди — червоні кулясті кістянки 6—10 мм в діаметрі. В плодах міститься 4—5 однонасінних кісточок. Цвіте в травні — червні. Плодоносить з вересня до лютого. Росте повільно, доживає до 100 років.

## Хімічний склад
У листі і плодах рослини міститься алкалоїд теобромін, а також барвники (ілексантин, рутин).

## Використання
До розповсюдження різдвяних ялинок падуб використовувався в Західній Європі як різдвяна прикраса, а подекуди й зараз використовується для різдвяних вінків на двері, декорування вітрин, тощо. Ця традиція сягає корінням в кельтську культуру, бо друїди вважали, що дерево символізує собою сонце і спалювали його в день зимового сонцестояння. Стародавні римляни присвячували падуб богу Сатурну.
У народній медицині листя падуба рекомендуються як протилихоманковий і сечогінний засіб. Ягоди мають послаблювальну дію. Компреси з кори падуба допомагають зняти сильні болі.
Ягоди падуба гостролистого отруйні і в їжу не використовуються.